# Hohes Holz mit Ketzheide und Gewässern
Das Hohe Holz mit Ketzheide und Gewässern ist ein Naturschutzgebiet in den niedersächsischen Gemeinden Radbruch, Vögelsen, Mechtersen, Wittorf und Handorf und dem Flecken Bardowick im Landkreis Lüneburg und in der Stadt Winsen (Luhe) und den Gemeinden Toppenstedt und Brackel im Landkreis Harburg.

## Allgemeines
Das Naturschutzgebiet mit dem Kennzeichen NSG LÜ 371 ist rund 349 Hektar groß. Ein großer Teil des Naturschutzgebietes ist Bestandteil des rund 2479 Hektar großen FFH-Gebietes „Gewässersystem der Luhe und unteren Neetze“. Im Nordwesten grenzt es an das Naturschutzgebiet „Rethmoorsee“, im Süden an eine Teilfläche des Landschaftsschutzgebiets „Landschaftsschutzgebiet des Landkreises Lüneburg“. Das Gebiet steht seit dem 22. April 2021 unter Naturschutz. In ihm ging das zum 16. Dezember 2001 ausgewiesene, bisherige Naturschutzgebiet „Hohes Holz“ auf. Zuständige untere Naturschutzbehörden sind die Landkreise Lüneburg und Harburg.

## Beschreibung
Das Naturschutzgebiet liegt zwischen Winsen (Luhe) und Lüneburg. Es stellt das Hohe Holz und den Möhren als Teile des Radbruchsforstes, zwei Grünlandbereiche und Abschnitte der Bäche Hausbach, Roddau, Düsternhopenbach und Bornbach unter Schutz.
Die Wälder im Naturschutzgebiet sind insbesondere als Erlenbruchwälder bzw. Erlen-Eschen-Auwälder und Eichen-Buchenwälder ausgebildet. In den Eichen-Buchenwäldern dominieren Stieleiche und Hainbuche. Dazu gesellen sich Esche, Feldahorn und Winterlinde. Auf nassen bis morastigen Standorten sind teilweise auch Moorwälder ausgebildet, die von Moorbirke und Waldkiefer dominiert werden. Stellenweise stocken Eichenwälder aus Stiel- oder Traubeneiche, zu denen sich Hänge- und Moorbirke, Eberesche, Zitterpappel und Waldkiefer sowie in geringen Anteilen auch die Rotbuche gesellen bzw. Hainsimsen-Buchenwälder mit Rotbuche als dominierende Baumart. Im Hohen Holz sind mehrere Flächen mit artenreichem Grünland eingebettet. Die Wälder werden teilweise als Naturwirtschaftswald bewirtschaftet bzw. unterliegen teilweise der natürlichen Waldentwicklung. Die Wälder verfügen über einen hohen Alt- und Totholzanteil.
Das Hohe Holz ist von mehreren Bachläufen durchzogen, die am Rand des Waldgebietes in den Hausbach münden. Dieser begrenzt hier das Hohe Holz und ist gleichzeitig die Grenze des Naturschutzgebietes. Die dem Hausbach zufließenden Bäche sind teilweise naturnah ausgeprägt. An besonnten Abschnitten ist flutende Wasservegetation ausgebildet. Die außerhalb des Hohen Holzes verlaufenden Abschnitte der Bachläufe sind vielfach begradigt und nur abschnittsweise naturnah ausgeprägt. Sie sind einschließlich eines fünf Meter breiten Randstreifens Teil des Naturschutzgebietes. Die Fließgewässer werden vielfach von Gehölzen begleitet. Weiterhin sind Uferstaudenfluren ausgebildet.
Zwei zwischen Radbruch und Bardowick liegende Flächen mit artenreichem Grünland sind in das Naturschutzgebiet einbezogen. Diese sind Kompensationsflächen und liegen außerhalb des FFH-Gebietes. In die Grünländer im Naturschutzgebiet sind stellenweise Röhrichte eingebettet.
Das Naturschutzgebiet ist Lebensraum unter anderem von Seeadler, Schwarzstorch und Kranich. Die Fließgewässer beherbergen unter anderem die Rundmaularten Bach- und Flussneunauge und sind Lebensraum und Wanderkorridor von Biber und Fischotter. Grünländer und Staudenfluren sind Lebensraum verschiedener Insekten, darunter zahlreiche Schmetterlinge.
Das Naturschutzgebiet wird von der Autobahn 39, mehreren Kreisstraßen und der Bahnstrecke Lehrte–Hamburg-Harburg gequert.